# Bridge ai XVIII Giochi asiatici
Le gare di bridge ai XVIII Giochi asiatici si sono svolte al Jakarta International Expo di Giacarta, in Indonesia, dal 21 agosto al 1º settembre 2018.

## Nazioni partecipanti
Ai Giochi hanno partecipato 213 atleti provenienti da 14 nazioni differenti.
- Arabia Saudita (4)
- Bangladesh (5)
- Cina (25)
- Filippine (12)
- Giappone (12)
- Giordania (10)
- Hong Kong (16)
- India (24)
- Indonesia (22)
- Malaysia (10)
- Pakistan (10)
- Singapore (24)
- Taipei cinese (18)
- Thailandia (21)

## Podi
| Evento             | Oro                             | Argento                   | Bronzo                                                                              |
| Coppia maschile    | Pranab Bardhan Shibhnath Sarkar | Yang Lixin Chen Gang      | Henky Lasut Freddy Eddy Manoppo Mak Kwok Fai Lai Wai Kit                            |
| Squadra maschile   | Singapore                       | Hong Kong                 | India Cina                                                                          |
| Coppia femminile   | Ran Jingrong Wu Shaohong        | Wu Yu-fang Tsai Wen-chuan | Yeung Hoi Ning Pearlie Chan Huang Yan Wang Nan                                      |
| Coppia mista       | Yang Hsin-lung Lu Yi-zu         | Fan Kang-wei Tsai Po-ya   | Taufik Gautama Asbi Lusje Olha Bojoh Terasak Jitngamkusol Taristchollatorn Chodchoy |
| Squadra mista      | Cina                            | Thailandia                | India Indonesia                                                                     |
| Squadra supermista | Cina                            | Hong Kong                 | Taipei cinese Indonesia                                                             |

## Medagliere
| #      | Nazione       | Oro | Argento | Bronzo | Totale |
| ------ | ------------- | --- | ------- | ------ | ------ |
| 1      | Cina          | 3   | 1       | 2      | 6      |
| 2      | Taipei cinese | 1   | 2       | 1      | 4      |
| 3      | India         | 1   | 0       | 2      | 3      |
| 4      | Singapore     | 1   | 0       | 0      | 1      |
| 5      | Hong Kong     | 0   | 2       | 2      | 4      |
| 6      | Thailandia    | 0   | 1       | 1      | 2      |
| 7      | Indonesia     | 0   | 0       | 4      | 4      |
| Totale | Totale        | 6   | 6       | 12     | 24     |